# إرنست شنايدر
إرنست شنايدر (بالألمانية: Ernst Schneider)‏ هو بحار ألماني، ولد في 23 يوليو 1883 في كونيغسبرغ في الإمبراطورية الروسية، وتوفي في 1963 في ساوثند أون سي في المملكة المتحدة.